# Душан Перниш
Душан Перниш (роден на 28 ноември 1984 г.) е словашки професионален футболист, играещ като вратар. Състезава се за Берое (Стара Загора).

## Национален отбор
Перниш има 7 мача за националния отбор на Словакия. Участник на Световното първенство в ЮАР през 2010 г.